# Soong Ching-ling
Soong Ching-ling (chino simplificado: 宋庆龄, chino tradicional: 宋慶齡, pinyin: Sòng Qìnglíng, Wade-Giles: Sung Ch'ing-ling; Kunshan, 27 de enero de 1893-Pekín, 29 de mayo de 1981), conocida como «madam Sun Yat-sen», fue una destacada política china, vicepresidenta de China entre 1949 y 1968, luego copresidenta de China entre 1968 y 1972 y más tarde vicepresidenta desde 1972 hasta 1975 y fue presidenta de China desde el 16 de mayo de 1981 hasta el 28 de mayo de 1981.

## Biografía
Soong Ching-ling nació en Kunshan (Jiangsu), el 27 de enero de 1893. Hija de Charlie Soong, un predicador laico metodista que de la noche a la mañana se convirtió en un rico hombre de negocios. Su nombre (cristiano) de pila fue Rosamond.
De niña asistió a la escuela Motyeire para niñas en Shanghái, y se graduó en la Universidad Wesleyana de Macon, Georgia, Estados Unidos.  
Se casó con Sun Yat-sen en Japón, el 25 de octubre de 1915 después de que este se divorciara de Lu Muzhen. Los padres de Ching-ling se opusieron enormemente a la unión y rompieron relaciones con su hija después de que esta se concretara. Como cristianos devotos veían con desagrado el hecho de que Sun tuviera 26 años más que Ching-ling. Además el doctor Sun había traicionado la confianza de la familia Soong y en especial de Charlie que había depositado una gran fe en él.
Fue una de las hermanas Soong, tres hermanas que tuvieron un protagonismo político muy relevante en la China de principios de siglo XX. Ocupó el cargo de vicepresidenta de China desde 1949 hasta 1975. Además estuvo brevemente a cargo de la presidencia de su país; fue durante unos pocos días en el mes de mayo de 1981. También conocida como Madam Sun Yat-sen, Ching-ling fue descrita más tarde por los historiadores como "aquella que amó a la China". 
Murió el 29 de mayo de 1981.

## Premios
- Premio Lenin de la Paz